# Nawigacja satelitarna

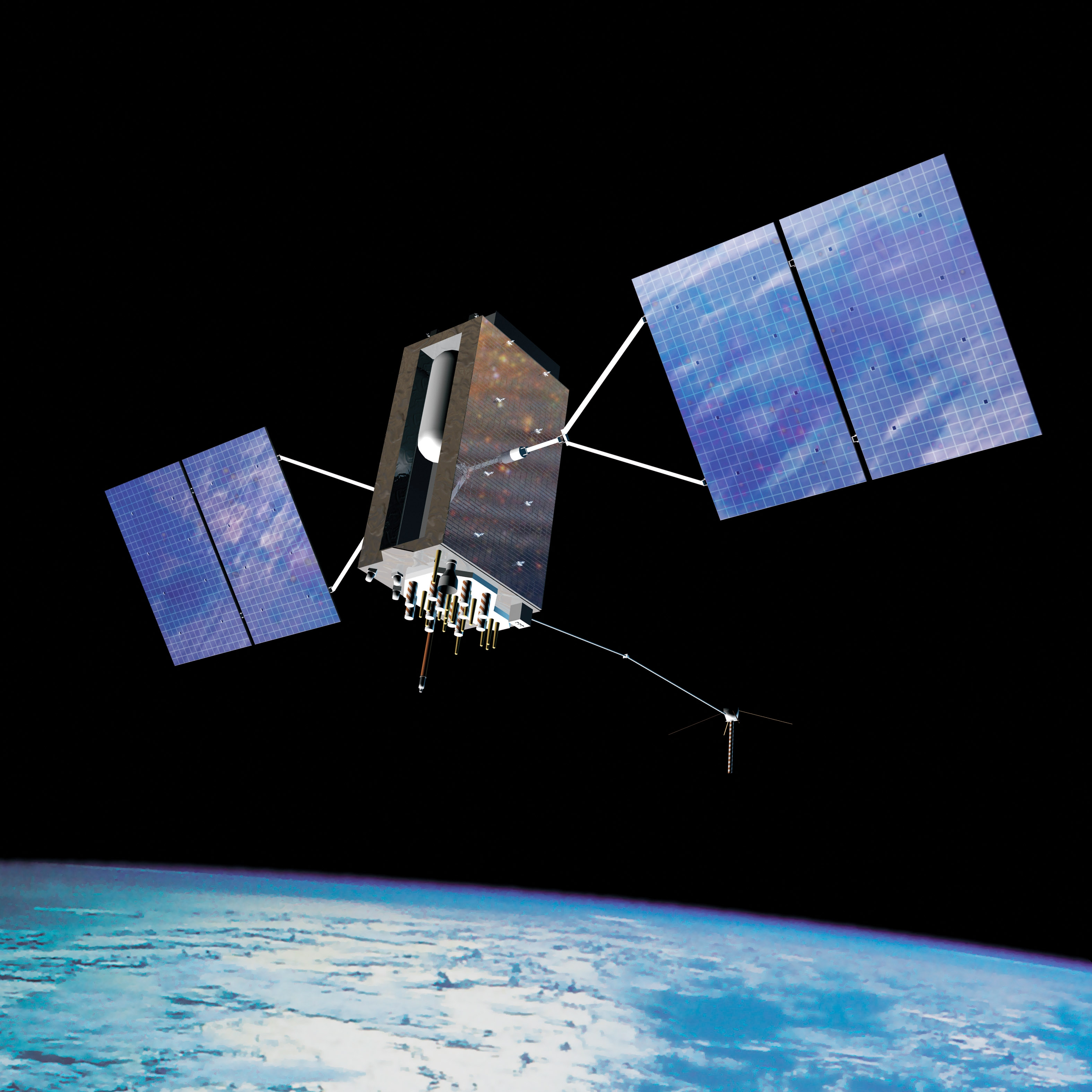
System GPS Sił Kosmicznych Stanów Zjednoczonych był pierwszym globalnym systemem nawigacji satelitarnej i pierwszą bezpłatną usługą na skalę globalną.

Nawigacja satelitarna – rodzaj radionawigacji wykorzystujący fale radiowe nadawane ze sztucznych satelitów w celu określania położenia punktów i poruszających się odbiorników wraz z parametrami ich ruchu na powierzchni Ziemi.
Jeżeli system nawigacji satelitarnej pokrywa swoim zasięgiem całą Ziemię, mówi się o systemach GNSS (ang. Global Navigation Satellite Systems) – do takich systemów należy najpopularniejszy obecnie amerykański GPS, rosyjski GLONASS, europejski Galileo czy też chiński BeiDou.
Systemem, który swoim zasięgiem nie pokrywa całej Ziemi (czyli nie jest systemem GNSS), jest japoński system QZSS – który dostarcza usługi na obszarze południowo–wschodniej Azji i Oceanii.

## Historia
Gdy Związek Radziecki wystrzelił swojego pierwszego sztucznego satelitę (Sputnik 1) w 1957 r., dwaj amerykańscy fizycy (William Guier i George Weiffenbach), z Uniwersytetu Johnsa Hopkinsa monitorowali jego transmisje radiowe. W ciągu kilku godzin zdali sobie sprawę, że dzięki efektowi Dopplera mogą dokładnie określić położenie satelity na orbicie.
Na początku następnego roku Frank McClure, zastępca dyrektora APL, poprosił Guiera i Weiffenbacha o zbadanie odwrotnego problemu: ustalenia lokalizacji użytkownika na podstawie położenia satelity. (W tym czasie Marynarka Wojenna pracowała nad pociskiem rakietowym Polaris wystrzeliwanym z okrętu podwodnego, co wymagało znajomości lokalizacji okrętu podwodnego). To skłoniło ich i APL do opracowania systemu Transit, który dał początek współczesnym  systemom nawigacji satelitarnej.
Transit został stworzony w 1958 w Laboratorium Fizyki Stosowanej (APL) Uniwersytetu Johnsa Hopkinsa w USA. Miał praktyczne zastosowanie w nawigacji morskiej oraz służył jako pomoc geodezyjna i źródło częstotliwości wzorcowej. Od 1967 system Transit zaczął być sporadycznie wykorzystywany również do celów cywilnych. Na początku lat 80. stał się ogólnodostępny. Złożony z sześciu satelitów, był stosowany do 31 grudnia 1996.
W 1960 został zaproponowany system satelitarny MOSAIC (ang. MObile System for Accurate ICBM Control), mający określać koordynaty ruchomych wyrzutni rakiet międzykontynentalnych Minuteman. W 1963 r. przeprowadzono kolejne badania, w ramach których narodziła się koncepcja GPS. Z powodu zawieszenia prac nad systemem rakietowym MOSAIC nigdy nie zaczął funkcjonować.
W kwietniu 1964 roku armia USA umieściła na orbicie swojego pierwszego satelitę SECOR (ang. SEquential Collation of Range) – który został stworzony na potrzeby wojsk lądowych i używany do pomiarów geodezyjnych oraz nawigacji. System SECOR obejmował trzy naziemne nadajniki, w znanych lokalizacjach, które wysyłały sygnały do transpondera satelitarnego na orbicie. Czwarta naziemna stacja, w nieokreślonej pozycji, mogła następnie wykorzystać te sygnały do dokładnego ustalenia swojej lokalizacji. System był złożony z trzynastu satelitów. Ostatni satelita SECOR został wystrzelony w 1969 roku.
W 1967 ZSRR uruchomił swój pierwszy system nawigacyjny CYKADA (ros. Цикада). Pierwszy (testowy) satelita tego systemu został umieszczony na orbicie w 1976 roku. W 1978 r. umieszczono na orbicie pierwszego funkcjonalnego satelitę (Kosmos 1000). W następnym roku udostępniono działający system marynarce wojennej i statkom rybackim ZSRR. Począwszy od 1987 r. umożliwiono korzystanie z systemu statkom handlowym i rybackim na całym świecie. Ostatniego z 22 satelitów wystrzelono w 1995 roku.

## Zastosowanie

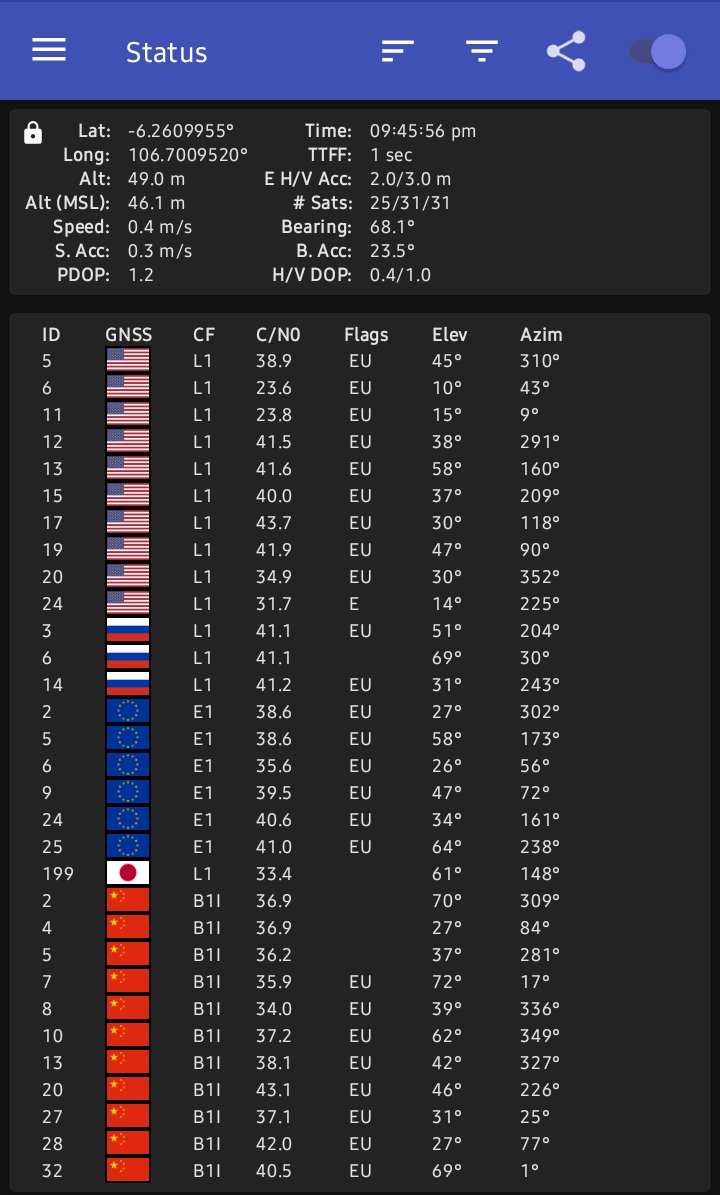
Przykładowa lista satelitów nawigacji satelitarnej w Indonezji, z której można ustalić pozycję smartfona (2025)

Oprócz zastosowań militarnych, system nawigacji satelitarnej jest obecnie spotkany w bardzo wielu różnych dziedzinach gospodarki – m.in. w:
- Nawigacji osobistej, zaczynając od pomocy w identyfikacji nieznanego terenu i dostarczaniu o nim adekwatnych informacji, poprzez nadzór nad pracownikami podczas pracy w sytuacjach zagrożenia, aż do szeroko rozumianej rekreacji[9].
- Pogotowiu ratunkowym. Nadajniki określające pozycję, pozwalają na szybką lokalizację zagrożonych pojazdów, samolotów, statków oraz osób[10].
- Transporcie zarówno morskim, drogowym, lotniczym, jak i kolejowym. Nawigacja satelitarna ma zastosowanie w automatycznej identyfikacji poruszających się obiektów, do sterowania ich trasami i ostrzegania o potencjalnych zagrożeniach[11][12].
- Geodezji, do określania położenia nadajnika z dokładnością sięgającą kilku milimetrów dzięki zastosowaniu pomiaru różnicowego i pomiaru faz fali nośnych, na których kody są modulowane[13].

## Zasady wyznaczania pozycji
Wyznaczanie pozycji polega na pomiarze czasu propagacji sygnału (pomiar kodowy) oraz przesunięcia fazowego sygnału nadawanego przez satelitę poruszającego się po znanej orbicie. W nawigacji wykorzystywane są przybliżone współrzędne satelitów nadawane w depeszy nawigacyjnej zakodowanej na transmitowanym sygnale oraz wyłącznie pomiary kodowe (dokładność ok. 30 m). W geodezji w celu zwiększenia precyzji wykorzystuje się pomiary kodowe, pomiary fazowe oraz orbity precyzyjne (współrzędne satelitów z dokładnością około 0,03 m).
Na podstawie pomiarów kodowych lub fazowych wyznaczane są odległości pomiędzy satelitą a odbiornikiem. Tak wyznaczona odległość obarczona jest wieloma błędami pomiarowymi spowodowanymi: błędami zegara satelity, błędami zegara odbiornika, wpływem jonosfery, wpływem troposfery, efektami relatywistycznymi. Dlatego w pomiarach nawigacji satelitarnej wykorzystuje się systemy wspomagające, takie jak EGNOS lub serwisy ASG-EUPOS: NAWGEO, KODGIS, NAWGIS.
Znajomość odległości do satelitów pozwala na wyznaczenie współrzędnych odbiornika – poprzez rozwiązanie przestrzennego wcięcia wstecz. Obserwacje dla minimalnie 4 satelitów, pozwalają na wyznaczenie pozycji odbiornika, ponieważ w równaniach występują 4 niewiadome: współrzędne odbiornika XYZ oraz poprawka dla zegara odbiornika.
Przy korzystaniu z nawigacji satelitarnej uwzględniane są nie tylko efekty szczególnej teorii względności (STW), ale także efekty ogólnej teorii względności (OTW) – która jest jej generalizacją dla zakrzywionej czasoprzestrzeni. Te drugie to m.in. opóźnienie Shapiro, nowe linie geodezyjne (w porównaniu z teoriami nierelatywistycznymi), nowy wpływ innych niż Ziemia ciał Układu Słonecznego, phase wind-up. Efekty OTW mają wpływ na orbitę satelity, jego sygnał, jego zegar i zegar odbiornika.

## Globalne systemy nawigacji satelitarnej
Na 2025 rok, istnieją 4 globalne systemy nawigacji satelitarnej.

Grafika pokazująca pozycje systemów nawigacji satelitarnej na średniej orbicie okołoziemskiej

### GPS
Amerykański system GPS (Global Positioning System) to najpopularniejszy satelitarny system nawigacyjny, zaprojektowany jako precyzyjny system określania położenia o zasięgu globalnym (początkowo głównie dla potrzeb wojskowych). System działa na zasadzie biernego pomiaru odległości między odbiornikiem a satelitami.
Istnieją dwie wersje systemu Navstar. PPS (Precise Positioning System) jest dostępny dla wojska USA i NATO oraz wybranych organizacji. Jest on dokładniejszy niż SPS (Standard Positioning System). Korzystanie z systemu SPS było i jest bezpłatne oraz powszechnie dostępne.

### Galileo
Galileo to europejski system nawigacji satelitarnej, uruchomiony 15 grudnia 2016. System składa się z ok. 30 satelitów (24 operujących i sześciu w rezerwie) znajdujących się na trzech kołowych orbitach. W Europie istnieją dwa centra kontrolujące pracę satelitów. Planowana pełna operacyjność systemu miała zostać uzyskana w roku 2020. Obecnie wysłanych zostało 26 satelitów.
Poza danymi o pozycji i dokładnym czasie, do odbiorników użytkowników będą transmitowane informacje o wiarygodności tych danych i ewentualnych awariach systemu. Dzięki temu, możliwe będzie zastosowanie danych z sieci Galileo w zastosowaniach związanych z zagrożeniem życia ludzkiego.

### Beidou
Beidou to chiński system nawigacji satelitarnej, który obejmuje swym zasięgiem  region Chin i państw sąsiadujących. Składa się z 35 satelitów. Odbiorcom komercyjnym zapewni badanie położenia z dokładnością do 10 metrów oraz szybkości z precyzją do 0,2 m/s. Segment kosmiczny jest konstelacją hybrydową składającą się z satelitów na trzech rodzajach orbit.
W porównaniu z innymi systemami nawigacji satelitarnej, BDS obsługuje więcej satelitów na wysokich orbitach, aby zapewnić lepsze właściwości przeciwekranowe – co jest szczególnie istotne na obszarach o małych szerokościach geograficznych. Integruje funkcję nawigacji i komunikacji oraz posiada możliwość realizacji wielu usług – takich jak pozycjonowanie, nawigacja i synchronizacja, komunikacja krótkimi wiadomościami, międzynarodowe poszukiwania i ratownictwo, wspomaganie satelitarne, wzmacnianie naziemne i precyzyjne pozycjonowanie punktów itp.

### GLONASS
GLONASS jest rosyjskim odpowiednikiem GPS Navstar. Metoda pomiaru i działanie systemu są podobne jak w przypadku GPS. Z początku miał być on dostępny tylko dla wojska, najprawdopodobniej dlatego w systemie w ogóle nie ma błędów typu SA. Występują jednak również dwa kanały: standardowy i precyzyjny. Kanał standardowy ma dokładność 60 metrów dla pomiarów dwuwymiarowych i 75 metrów dla trójwymiarowych. Stan systemu Glonass nadal nie jest dobry, ponieważ Rosja nie ma funduszy na utrzymywanie go. Obecnie w systemie Glonass pracuje około 10 satelitów.

## Inne systemy

### DORIS
DORIS to system nawigacyjny stworzony przez Francję. Jest to technika, która za pomocą instrumentów znajdujących się na pokładzie satelity i radiolatarni naziemnych pozwala z dużą precyzją mierzyć zarówno trajektorię satelity, jak i położenie na ziemi. Jego główne zastosowania to geodezja (monitorowanie odkształceń gleby z dokładnością pomiarową <1 mm/rok) lub klimatologia. W przeciwieństwie do systemu GPS, w którym nadajniki znajdują się na pokładzie satelitów, w tym przypadku na pokładzie znajduje się odbiornik.

### QZSS
QZSS (ang. Quasi-Zenith Satellite System) jest japońskim systemem, który dostarcza usługi na obszarze południowo–wschodniej Azji i Oceanii, składający się z 4 satelitów. To regionalny system nawigacji satelitarnej, oraz satelitarny system wspomagania, opracowany przez rząd Japonii w celu ulepszenia amerykańskiego systemu GPS w regionach Azji i Oceanii – ze szczególnym uwzględnieniem Japonii. Podstawowym celem QZSS jest zwiększenie dostępności GPS w licznych miejskich kanionach Japonii – gdzie można zobaczyć tylko satelity znajdujące się na bardzo dużych wysokościach.
Dodatkową funkcją jest zwiększenie wydajności oraz zwiększenie dokładności i niezawodności rozwiązań nawigacyjnych opartych na GPS. Dzięki wykorzystaniu sygnałów QZSS wysoce precyzyjne pozycjonowanie, na poziomie poniżej metra i centymetra, stanie się rzeczywistością. W czasie katastrofy QZSS wysyła informacje o ewakuacji i umożliwia przekazywanie informacji o ewakuowanych za pośrednictwem satelitów. Oczekuje się, że QZSS, który w istotny sposób usprawni możliwości usług pozycjonowania, będzie wykorzystywany w różnych dziedzinach życia.

## Specyfikacja i wymagania
Wymagania dla systemów nawigacji satelitarnej, w szczególności systemów o zasięgu globalnym (GNSS), zostały określone m.in. przez Organizację Międzynarodowego Lotnictwa Cywilnego. Zdaniem tej organizacji istniejące systemy (takie jak GPS) nie spełniają pożądanych wymagań (związanych z transportem lotniczym), lecz mogą stać się podstawą do budowy przyszłych sieci – poprzez ewolucyjne udoskonalanie istniejących systemów.
Koncepcja tak rozumianego docelowego systemu zakłada eliminację typowych niedomagań GPS poprzez zwielokrotnienie źródeł informacji pozycyjnej, zapewnienie nieprzerwanego dopływu danych korekcyjnych oraz możliwość stałego monitoringu jakości danych pozycyjnych. Faza pierwsza (zwana GNSS-1) bazuje na istniejących segmentach orbitalnych GPS Navstar i rosyjskiego systemu GLONASS. Rozwinięciem GNSS-1 ma być GNSS-2. Konstelacja satelitów nawigacyjnych będzie obejmować satelity GPS Navstar typu II F, GLONASS M i Galileo. Dokładność wynosi 30–100 metrów i wciąż trwają prace badawcze w celu jej poprawy.